# Canday
Canday (llamada oficialmente San Vicente de Candai) es una parroquia española del municipio de Otero de Rey, en la provincia de Lugo, Galicia.

## Organización territorial
La parroquia está formada por ocho entidades de población:
- Candai de Baixo (Candai de Abaixo)
- Candai de Riba (Candai de Arriba)
- Currás
- Lavadoiro
- Mangoeiro
- As Penas
- Piñeiro
- Sousavila (Susavila)

## Demografía
| Gráfica de evolución demográfica de Canday entre 2000 y 2020 |
|                                                              |
| Datos según el nomenclátor publicado por el INE.             |